# 唐卡瓦蒂
唐卡瓦蒂是巴西米纳斯吉拉斯州的一个市镇。总面积69.088平方公里，总人口10000人，人口密度144.7人/平方公里。